# Fête du Trône
Pour les articles homonymes, voir Trône (homonymie).

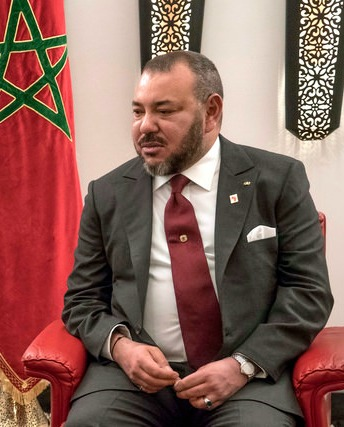
Mohammed VI, actuel roi du Maroc.

La Fête du Trône au Maroc est un événement national qui est célébré le 30 juillet de chaque année, entrecoupé de plusieurs cérémonies officielles et populaires, qui correspond à l'anniversaire de l'intronisation du roi et de son allégeance officielle. Cette date correspond au jour d'intronisation officielle de l'actuel Mohammed VI le 30 juillet 1999. En mémoire de cette occasion, plusieurs démonstrations sont couvertes à la télévision, dont des activités publiques et une longue célébration pour commémorer l’événement. 
Le spécialiste du Maroc Christophe Boutin estime que cette cérémonie est « un élément de tradition » auquel les Marocains sont très attachés, et qui n'est contesté que par une « petite frange très occidentalisée et très politisée », alors que Sébastien Berriot de France Culture qualifie l'évènement de « rituel qui permet à la monarchie Alaouite de confirmer tous les ans son pouvoir au Maroc ».

## Histoire
En 1934, pour le septième anniversaire de l’ascension au trône de Mohammed ben Youssef (futur Mohammed V), la fête du Trône est devenue officielle, depuis la publication d'un décret ministériel publié par Mohammed El Mokri le 26 octobre 1934. La décision ministérielle a eu lieu le 31 octobre 1934, et a été publiée dans le Bulletin officiel le 2 novembre 1934. Elle est composée de plusieurs éléments dont les plus importants sont que chaque ville marocaine se doit d'organiser des festivités et des célébrations musicales, décorer les rues aux couleurs du drapeau, et distribuer des vêtements et de la nourriture aux associations de bienfaisance.

## Discours du Trône
Durant la Fête du Trône du 18 novembre 1952, Mohammed ben Youssef a prononcé un discours au Palais Royal de Rabat, que les nationalistes ont considéré comme principal déclencheur de la « Révolution du Roi et du Peuple ».

## Réception
La réception est une cérémonie de décoration de personnalités nationales et de hautes autorités étrangères par des médailles, en reconnaissance de leurs efforts et leur amour pour le Maroc.
Voici une liste des décorations utilisées dans cette cérémonie, comme publié au chapitre 15 du dahir no 1.00.218 de l'année 2000.
- Ordre du Trône de 1re classe (seulement pour les chefs d'État)
- Ordre du Trône de 2e classe (commandeur)
- Ordre du Trône de 3e classe (officier)
- Ordre du Trône de 4e classe (chevalier)

## Cérémonie d'assermentation
Durant l'assermentation des officiers diplômés des écoles paramilitaires et militaires, le 31 juillet, le Roi s'adresse aux différents corps et leur donne des appellations. Après le discours du Roi, aussi en tant que Commandant suprême et chef d'état-major des Forces armées royales, les officiers prêtent serment en sa présence. Le Roi examine ensuite le salut militaire aux drapeaux et insignes écoles militaires nationales et les paramilitaires, et la cérémonie se termine par des officiers de haut rang mis à niveau. Et souvent, dirigé par le prince Moulay Rachid, un dîner est offert dans le club des officiers dans le cadre de la célébration de cet événement, qui fait partie de la Fête du Trône.